# 65 (numero)
Sessantacinque (cf. latino sexaginta quinque, greco πέντε καὶ ἑξήκοντα) è il numero naturale dopo il 64 e prima del 66.

## Proprietà matematiche
- È un numero dispari.
- È un numero composto, dai seguenti divisori: 1, 5, 13 e 26. Poiché la somma dei divisori (escluso il numero stesso) è 19 < 65, è un numero difettivo.
- È il 23º numero semiprimo[1].
- È la costante magica di un quadrato magico 5 × 5:

{\displaystyle {\begin{bmatrix}17&24&1&8&15\\23&5&7&14&16\\4&6&13&20&22\\10&12&19&21&3\\11&18&25&2&9\end{bmatrix}}}
- È un numero ottagonale.
- È il più piccolo intero che possa essere scritto come somma di 2 quadrati in due modi differenti: 65 = 12 + 82; 65 = 42 + 72.
- È un numero di Cullen.
- Non è la somma di due numeri primi.
- È un numero palindromo nel sistema numerico binario, nel sistema di numerazione posizionale a base 4 (1001), in quello a base 8 (101) e in quello a base 12; in quest'ultimo caso è altresì un numero a cifra ripetuta (55).
- È il totale dei numeri idonei conosciuti.
- 65 = 15 + 24 + 33 + 42 + 51.
- È parte delle terne pitagoriche (16, 63, 65), (25, 60, 65), (33, 56, 65), (39, 52, 65), (65, 72, 97), (65, 156, 169), (65, 420, 425), (65, 2112, 2113).
- È un numero intero privo di quadrati.
- È un numero congruente.
- È un termine della successione di Padovan.

## Chimica
- È il numero atomico del Terbio (Tb), un lantanoide.

## Astronomia
- 65P/Gunn è una cometa periodica del sistema solare.
- L'oggetto M65 del Catalogo di Messier è una galassia spirale nella costellazione del Leone.
- L'oggetto NGC 65 del New General Catalogue è una galassia lenticolare nella costellazione della Balena.
- 65 Cybele è un asteroide della fascia principale del sistema solare.

## Astronautica
- Cosmos 65 è un satellite artificiale russo.